# 퀄컴
퀄컴(영어: Qualcomm)은 미국의 무선 전화 통신 연구 및 개발 기업이다. 통신 기술에 뛰어나며 모바일 AP 스냅드래곤이 유명하다.

## 역사
퀄컴은 1985년, 캘리포니아 대학교 샌디에이고 교수로 재직 중이던 어윈 M. 제이콥스(前 회장)와 MIT 동창생인 앤드루 비터비, 하비 화이트, 아델리아 코프만, 앤드루 코헨, 클라인 길하우젠 그리고 프랭클린 안토니오, 총 7명이 모여 설립했다. 이중 제이콥스와 비터비는 이전에 링커비트를 설립한 경험이 있었다. 1985년부터 2005년까지 20년 동안 제이콥스가 CEO를 맡았으며, 그의 아들 폴 E. 제이콥스가 그 자리를 이어받았다.
퀄컴의 첫 번째 제품 및 서비스는 장거리 트럭 수송기업이 사용하던 OmniTRACS 위성 위치와 메시지 서비스이며, 비터비 디코더같은 디지털 라디오 통신용 특수 집적회로도 판매하였다.
1990년, 퀄컴은 CDMA를 기반으로 한 첫 이동통신 기지국을 디자인하기 시작했고, 이것은 CDMA를 기반으로한 OmniTRACS 위성 시스템으로부터 유도된 계산을 근거로 했다. 이 작업은 로스앤젤레스에서 이통망 용량의 부족에 직면한 에어터치와의 계약으로 시작되었다. 2년 뒤 퀄컴은 CDMA 휴대전화, 기지국 및 칩을 제조하기 시작하였다. 첫 번째 CDMA 기술은 IS-95로 표준화되었다. 퀄컴은 기존 기술에서 새로운 변종인 IS-2000과 1xEV-DO (IS-856)를 개발하였다. 퀄컴은 새로운 기술로 CDMA 휴대전화와 CDMA 기지국을 제조하였다. 퀄컴은 기지국 사업부를 에릭슨에 매각하였고 휴대전화 제조부는 교세라에 매각하였다. 그리고 퀄컴은 무선 기술의 개발 및 라이선스와 CDMA용 주문형 반도체 판매에 사업을 집중하였다.
퀄컴은 (로랄 스페이스 & 커뮤니케이션스와 협력하여) 글로벌 스타 위성 시스템의 개발에도 참가했고 테크니컬러와 협력하여 디지털 시네마 시스템을 개발했다. 퀄컴은 휴대전화의 플랫폼으로 BREW(Binary Runtime Environment for Wireless)를 개발했다. BREW 플랫폼은 폐쇄형 플랫폼이다. 또한, 유도라 메일 프로그램을 유지 보수하여 판매하곤 했었다.
1997년에 퀄컴은 샌디에이고의 잭 머피 경기장의 이름을 퀄컴 경기장으로 변경하는 대가로 1800 만 달러를 지불했다. 퀄컴 경기장의 이름은 2017년까지 유지되었다.
2004년 10월에 퀄컴은 본사가 영국 케임브리지에 있고 휴대전화의 UI 소프트웨어를 개발하는 트라이제닉스 사를 인수했다. 인수를 마친 뒤에 퀄컴은 UI 소프트웨어 브랜드를 uiOne으로 다시 이름을 바꾸어 출시했다. uiOne은 미국, 유럽, 아시아 지역의 여러 이동 통신사에서 채택하였다. 채택한 이동통신사들 중에는 BREW 플랫폼을 사용하지 않는 회사도 있었으며 이는 BREW 플랫폼에 종속적이지 않은 uiOne의 특징을 잘 보여 주었다.
2006년 4월부터 릴라이언스 커뮤니케이션과 퀄컴은 시장에서 환원된 117 억 달러의 특허비에 대하여 분쟁을 일으켰다. 2007년 7월에, 릴라이언스와 퀄컴은 다툼을 중단하기로 결정하고 인도에서 CDMA 기술의 사용을 대중화시키는데 동의했다.
2007년 7월, 미국 국제 무역 위원회 (United States International Trade Commission)는 퀄컴의 특정 마이크로칩을 사용한 휴대 전화의 미국 내 수입을 중지시켰다. 국제 무역 위원회는 퀄컴의 특정 마이크로칩이 브로드컴의 특허를 침해한 사실을 발견했다. 브로드컴은 이 사건으로 미국 법정에 특허 소송을 제출하였다.
특허의 내용은 수신 지역을 벗어났을 경우 칩에서 배터리 수명을 늘리기 위해 사용하는 소프트웨어 알고리즘이다. 10월에 국제 무역 위원회는 퀄컴이 브로드컴 특허를 무단으로 사용한 대가로 특허비를 일괄 지급하고 더 이상 특허를 침해하지 말라고 행정적인 판결을 내렸다.
퀄컴은 이러한 특허 침해 내용을 피할 수 있는 새로운 알고리즘을 적용한 소프트웨어를 배포하였으나 이를 적용하기까지 어느 정도 기간이 걸리게 되면서, 그 기간만큼 한국의 휴대전화 제조사들의 제품 수출이 지연되는 문제가 있었다. 스프린트 넥스텔 사는 미국 정부 기관의 금지 사항을 바탕으로 퀄컴 칩을 수정하여 특허에서 자유로운 새로운 칩을 설계하였다.
2007년 8월, 로디 브루스터 판사는 판결을 내렸지만, 퀄컴은 브로드컴이 제기한 소송이 진행되는 동안에 관련된 문서를 보류하여 소송의 진행을 방해했고 퀄컴의 사원은 특허 침해 협의에 대하여 거짓 진술을 했다.
다국적 IT 업체인 마이크로소프트(과징금 325억원, 2005년), 인텔(260억원, 2008년)에 이어 세 번째로 2009년 7월 23일, 퀄컴은 공정거래위원회의 과징금과 시정 명령을 받았다. 공정거래위원회는 퀄컴에 공정거래법 위반 혐의로 2600억 원의 과징금과 시정 명령을 내렸다고 밝혔다. 공정위에 따르면 퀄컴은 2004년 이후 이동통신 핵심기술(CDMA, 코드분할다중접속)을 삼성전자·LG전자·팬택 등 국내 휴대전화 제조업체에 제공하면서 경쟁사의 제품을 쓰는 업체에 대해 차별적으로 높은 로열티를 부과했으며, 2000년 이후 퀄컴 제품을 많이 쓰는 조건으로 휴대전화 제조업체들에게 분기 평균 420만 ~ 820만 달러씩의 리베이트를 제공한 혐의를 참작하여 과징금과 시정 명령을 내렸다고 밝혔다. 공정위는 이번 사건에 대해 2006년 2월부터 조사하였으며, 혐의 내용은 '퀄컴의 시장 지배적 지위 남용'이라고 밝혔다.

## 제품
OmniTRACS는 2가지 방식으로 위성 통신과 물류수송 시장에 적합하게 설계된 지리위치 트레일러 추적 기술이 있다. 2005년 여름, 4개 대륙에 있는 운송 기업에서 567,000 차량이 채택하여 사용하고 있다.
퀄컴은 CDMAone (IS-95), CDMA 2000과 CDMA 1xEV-DO의 발명 기업이다. 이 기술은 무선 휴대 전화의 통신으로 사용되는 표준이다. 퀄컴은 세계적으로 적용된 3G 기술, W-CDMA 등 다수의 핵심 특허를 소유하고 있다. 이런 발명의 특허로 인하여 벌어들이는 특허비와 특허 관련 제품이 퀄컴의 주요 사업이다.
퀄컴은 다양한 ARM 아키텍처 CDMA와 모바일 스테이션 모뎀 (Mobile Station Modem , MSM)같은 UMTS 모뎀 칩셋, 기본대역 라디오 프로세서와 전력 프로세서 칩을 설계한다. 이 칩은 CDMA와 UMTS용 휴대 전화를 제조하는 교세라, 모토로라, 샤프, 산요, LG전자와 삼성전자같은 휴대 전화기 제조사에 판매된다. "팹리스" 반도체 기업으로 통하는 퀄컴은 제조 공정을 담당하는 공장을 직접 소유하지 않고 위탁 제조를 한다. 삼성전자도 퀄컴의 칩셋을 생산하는 파트너 중 하나이다. 퀄컴이 설계한 칩은 세계 CDMA와 UMTS 시장에서 수많은 핸드셋과 각종 장치의 핵심 부품으로 사용된다. 2007년 여름에, 퀄컴은 인텔, 텍사스 인스트루먼트, 삼성전자 등 상위권 반도체 기업 다음으로 세계적인 반도체 기업에서 10위에 포함되었다.
BREW(binary runtime environment for wireless)는 퀄컴의 폐쇄형 휴대폰 플랫폼이다. 개방형인 J2ME (java platform micro edition)와 다르게 BREW는 폐쇄형 소프트웨어이다. 물론 J2ME 플랫폼도 상업적인 사용에 따른 로열티는 지불하게 되어있으며, 완전 무료는 아니다. J2ME 구현과 다르게 BREW는 서명되지 않는 응용 프로그램은 구동되지 않는다. 응용 프로그램이 서명을 받기 위해서, 개발자는 반드시 서명을 승인하거나 각하시키는, 내셔널 소프트웨어 검사 실험실 (National Software Testing Labs) 에 검사 비용을 지불해야 한다. 서명을 활용하는 방식은 의도되지 않은 부정적인 사용을 방지할 수 있기에 이동 통신사가 고객의 휴대전화에서 구동되는 응용 프로그램을 통제할 수 있도록 해준다. 이러한 이점 때문에 서명 방식은 BREW뿐만이 아니라 J2ME에서도 사용되고 있으며 이는 이동 통신사와 OEM(제조사) 모두의 이해관계에 부합되는 방식으로 애용되고 있다. 비트핌은 케이블이나 블루투스를 통하여 퀄컴 MSM을 사용하는 핸드폰의 임베디드 파일 시스템에 접근할 수 있게 해주는 잘 알려진 오픈소스 프로그램이다.
퀄컴은 또한 안드로이드(Android) 플랫폼 개발에 참여하고 있다. 안드로이드는 구글이 주도하는 개방형 휴대폰 플랫폼으로 오픈 핸드셋 얼라이언스(Open Handset Alliance)에서 추진되고 있으며, KDDI, NTT도코모, 차이나모바일,스프린트 등의 이동 통신사부터 삼성전자, LG전자, 모토로라 등의 제조사까지 참여하고 있다.
퀄컴은 일찍이 유도라를 개발하고 배포했다. 유도라는 1991년에 개발자 스티브 도르너로부터 인수했다. 퀄컴은 2007년 5월 1일에 유도라의 판매를 중지했다. 퀄컴은 페넬로페 프로젝트 로 불리는, 유도라와 비슷한 모질라 선더버드 버전을 개발하기 위하여 모질라 개발자와 공동으로 일하는데 전념하게 되었다.
퀄컴은 휴대전화/데이터 2-way 방식의 푸쉬투토크(PushToTalk, PTT) 음성 통신 서비스인 큐챗도 개발하고 있다. PTT 음성 통화 방식은 워키토키라 불리는 2-way 라디오에서 흔히 쓰이는 UI로 음성을 송신하기 위해서는 버튼을 눌러야한다. 큐챗은 넥스텔이 스프린트와 합병되면서 넥스텔의 iDEN 시스템에 대한 대체 시스템으로 제안되었다.
퀄컴은 플레어링 기술로 설계한 플래시-OFDM도 있다.

## 같이 보기
- 아드레노